# 587
587 је била проста година.

## Догађаји

### Март
- 28. новембар — Франачки краљ Гунтрам је потписивањем споразума из Анделоа признао Хилдеберта II за краља Аустразије.

- Цар Маврикије подиже нова утврђења дуж дунавске границе, одвајајући Византијско царство од царства Авара и Срба.
- Коментиол, византијски генерал (магистер милитум), окупља војску од 10.000 људи у Анхијалу (савремена Бугарска). Он спрема заседу за Аваре у планинама Хемус.
- Краљ Гунтрам шаље изасланике у Бретању, да зауставе нападе на франачку територију. Он приморава Вароха II на послушност и захтева 1.000 солидуса за пљачку Нанта.
- Краљ Рекаред I одриче се аријанства и прихвата православље. Многи визиготски племићи следе његов пример, али у Септиманији (Јужна Галија) постоје аријански устанци.
- 28. новембар – Анделотски уговор: Гунтрам признаје краља Чилдеберта II од Аустразије за наследника. Он потписује уговор са краљицом Брунхилдом од Аустразије у Андело Бланшвилу.
- Зима – Чајлдеберт II поставља Унцелена за војводу од Алеманије.
- Анти су напали Словене на подстицај Византије.
- Патријарх Јован Постник формира помесни сабор за разматрање притужби против антиохијског патријарха Григорија. Између осталог, на овом сабору је донета одлука о новој титули за цариградског патријарха: додељена му је титула „васељенски“.

- Битка код Шигисана: Клан Сога, који је ступио у савез са краљевским кланом Јамато, бори се против кланова Мононобе и Накатоми због утицаја на избор новог наследника за јапански престо, након што цар Јомеи умре.вСога су победили у грађанском рату и Сусхун, стар 66 година, постаје 32. цар Јапана.
- Престанак династије Лианг: цар Венди из династије Суи укида западни Лианг и шири своју територију у доњу долину реке Јангце. Он шаље свог званичника Гао Јионга у главни град Јианглинг, да смири грађане. Бивши цар Ксиао Јинг Ди постаје вазал и именован је војводом од Лианга.